# Guillaume de La Jugie
Guillaume de La Jugie, né en 1317 à Eyrein et mort le 28 avril 1374 à Avignon, neveu de Clément VI et cousin de Grégoire XI, chanoine de Rouen et archidiacre de Paris, cardinal-diacre de Sainte-Marie à Cosmedin (1342), puis cardinal-prêtre au titre de Saint-Clément, (1368-1374), dit le cardinal Guillermus.

## Biographie
Il naquit au hameau de La Jugie, dans la paroisse d’Eyrein, près de Rosiers-d’Égletons. Il était le fils de Jacques de La Jugie et de Guillaumette Roger, sœur de Pierre, futur Clément VI. Son frère Pierre (1319-1376) fut lui aussi cardinal. 

### Clément VI nomme son neveu cardinal
Il devint chanoine du chapitre cathédral de Rouen le 22 septembre 1332, puis chanoine et archidiacre de Notre-Dame de Paris. Lors du consistoire du 20 septembre 1342, son oncle Clément VI lui remit le chapeau de cardinal avec le titre de cardinal-diacre de Sainte-Marie in Cosmedin. Il fit son entrée à la curie d’Avignon le 12 octobre 1342. 

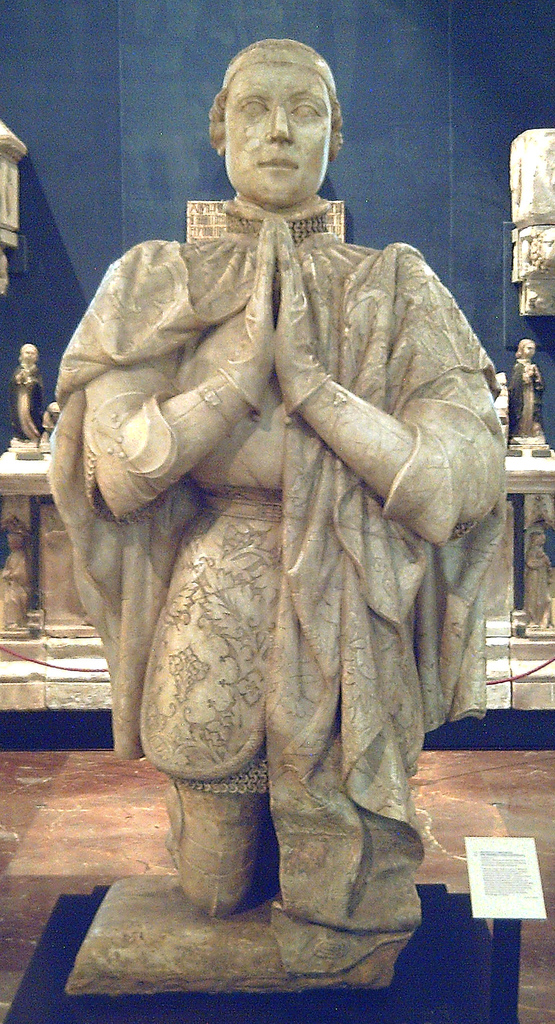
Pierre le Cruel agenouillé

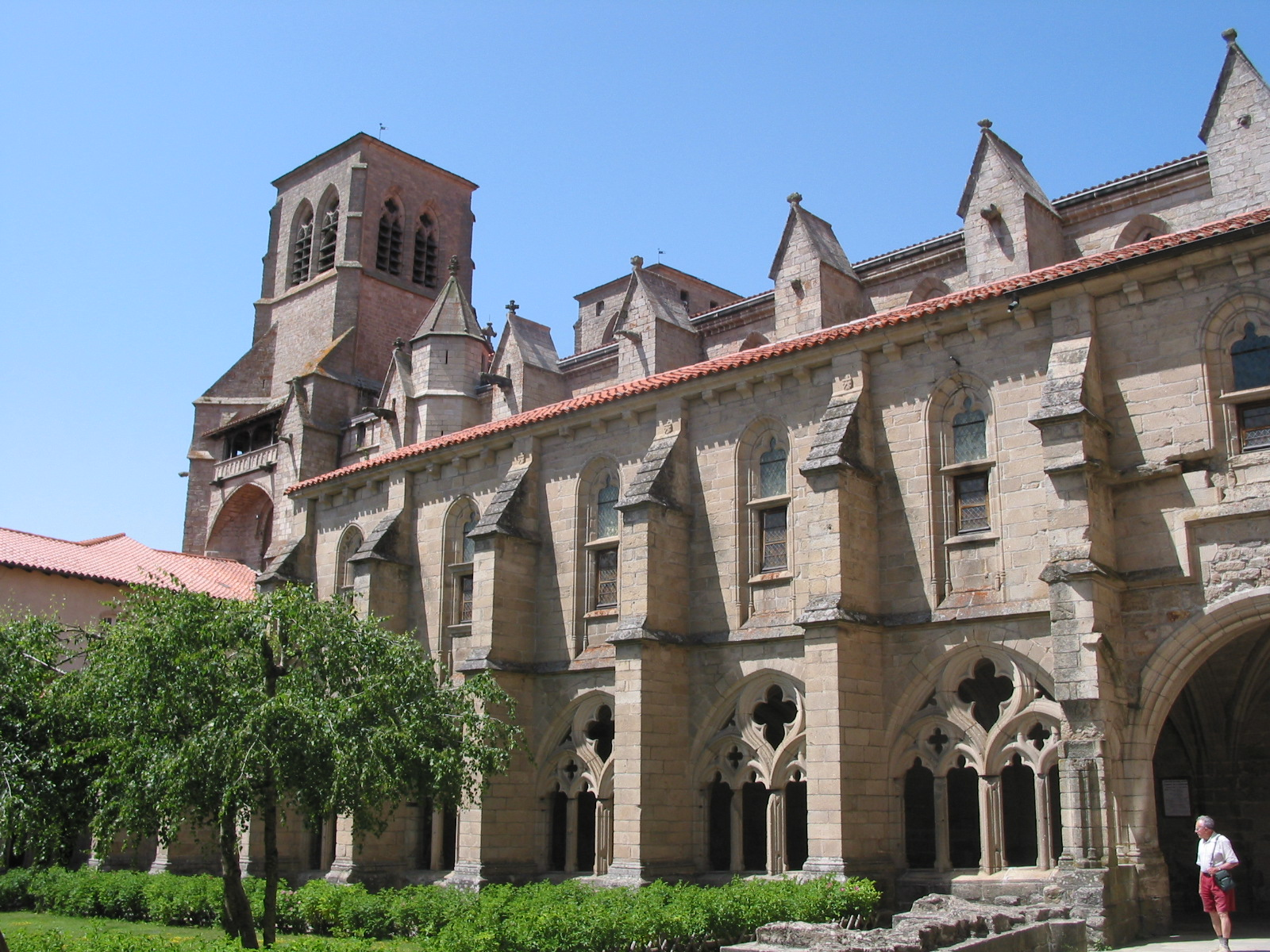
L'abbaye de la Chaise-Dieu, lieu d'inhumation du cardinal Guillaume de La Jugie

### Ses légations en Italie et en Espagne
Devenu archidiacre de Transylvanie en 1345, il fut envoyé, en 1350, en tant que légat pontifical dans le royaume de Naples en compagnie des cardinaux Annibal de Ceccano et Guy de Boulogne. 
Sa seconde légation se déroula en Espagne cinq ans plus tard. Il quitta Avignon le 22 juillet 1355, avec titre de légat a latere. Le 24 novembre, il arriva devant Torà assiégée par Pierre le Cruel, roi de Castille. Innocent VI l’avait mandaté pour exiger la libération de l’évêque de Siguenza emprisonné par le roi. Pour le faire céder, le cardinal dut menacer de jeter l’interdit sur la Castille. 
Il réussit ensuite à mettre un terme à la guerre Pierre le Cruel faisait à Pedre IV le Cérémonieux. Mais quand elle prit fin, les deux monarques recommencèrent les hostilités en dépit des exhortations du cardinal.

### Les fiefs du Languedoc
En 1348, en pleine Peste Noire, le roi de France Philippe VI fut sollicité par le cardinal, pour accorder son aval à l’achat des châteaux de Ferrals-les-Corbières et la seigneurie de la Livinière, en Languedoc. 
Les héritiers du cardinal Pietro Colonna, effrayés par l’épidémie, avaient hâte de s’en débarrasser. L’autorisation royale fut obtenue, mais la vente dut attendre la fin de la peste. Elle ne fut conclue qu’en 1350 au nom de Nicolas de La Jugie, frère aîné du cardinal.

### Sa Livrée avignonnaise
La Livrée du cardinal de La Jugie se trouvait entre les actuelles rues Félix Gras et Joseph Vernet. Elle jouxtait, au Plan-de-Lunel, la Vinea Vespalis. 
Sans quitter Avignon, il reçut la charge d’archiprêtre de Saint-Pierre de Rome entre 1362 et 1365 puis le titre de cardinal-prêtre de Saint-Clément le 22 avril 1368. 
Il décéda dans sa Livrée le 28 avril 1374 et fut, à sa demande, inhumé dans l’église abbatiale de la Chaise-Dieu où il rejoignit son oncle Clément VI. 

### Héraldique
Les armes du cardinal Guillermus se lisaient : d’azur à la fasce d’or.